# Kim Hyon-hui
Kim Hyon-hui (김현희?, 金賢姬?, Gim HyeonhuiLR, Kim HyŏnhŭiMR), nota anche con lo pseudonimo di Mayumi Hachiya (蜂谷 真由美?; Kaesŏng, 27 gennaio 1962), è un'agente segreta e criminale nordcoreana, responsabile dell'attentato al volo Korean Air 858 del 29 novembre 1987, in cui morirono 115 persone. Arrestata in Bahrein ed estradata in Corea del Sud, venne condannata a morte, ma successivamente graziata.
La Corea del Nord nega che sia nata nel nord della penisola coreana, e considera la sua intera biografia un'invenzione della Corea del Sud. Alcuni distretti giapponesi finanziano scuole gestite dalla Corea del Nord che affermano falsamente che fosse un'agente sudcoreana.

## Biografia

### Primi anni
Kim nacque a Kaesŏng il 27 gennaio 1962, ma la sua famiglia si trasferì nella capitale Pyongyang. Suo padre era un diplomatico, pertanto vissero per qualche tempo a Cuba. Da bambina apparve nel primo film nordcoreano in Technicolor, e nel 1972 venne scelta per consegnare i fiori al delegato sudcoreano anziano durante i colloqui tra le due Coree a Pyongyang. Dopo il diploma s'iscrisse all'Università Kim Il-sung, prima di trasferirsi all'Università di studi stranieri di Pyongyang per studiare giapponese. Durante il secondo anno venne convocata nell'ufficio del rettore e, passata una serie di colloqui con un membro del Partito Centrale, venne assunta per diventare un'agente governativa.

### Addestramento come spia
Poco dopo essere entrata nell'agenzia d'intelligence nordcoreana ricevette un nuovo nome, Ok Hwa, e venne mandata a vivere in un complesso fuori Pyongyang: stando a quanto ha raccontato, si trattava del Keumsung Military College, ma nessun'altra fonte ne ha mai fatto menzione. Lì trascorse sette anni a imparare le tecniche di spionaggio, con un addestramento che comprendette arti marziali, fitness e tre anni di giapponese, che apprese da Yaeko Taguchi, una civile rapita dalla Corea del Nord che le fu presentata con il nome di Lee Un-hae. Agli studenti venivano anche mostrati film propagandistici, e impararono a fare la spesa nei supermercati, a usare le carte di credito e a frequentare le discoteche, tutti servizi che non esistevano in Corea del Nord. Al termine dell'addestramento, fu sottoposta a un esame finale durante il quale le chiesero di infiltrarsi in una finta ambasciata e memorizzare un documento. Successivamente venne inviata a Macao per imparare il cantonese in modo da potersi fingere cinese durante le missioni all'estero, e ricevette il permesso di viaggiare per l'Europa con un uomo più anziano, Kim Seung-il, per prepararsi a completare una missione di grande importanza per la famiglia regnante Kim. Volarono dapprima da Pyongyang a Mosca, da cui partirono per Budapest, dove ricevettero dei passaporti giapponesi falsi e si finsero padre e figlia in viaggio insieme per l'Europa. Per finire andarono a Baghdad per preparare l'attentato all'aeroplano.

### Attentato al volo Korean Air 858
Nel 1987, Kim ricevette il compito di piazzare delle bombe sul volo 858 di Korean Air: le fu detto che l'ordine proveniva direttamente dal figlio di Kim Il-sung, Kim Jong-il, ed era stato scritto a mano. Usando un passaporto giapponese falso che la identificava come Mayumi Hachiya, Kim partì per l'Europa con Kim Seung-il, che le avrebbe fatto da complice fingendosi suo padre, Shinichi Hachiya. A Belgrado ricevettero il materiale per portare a termine la missione da due agenti nordcoreani: lasciata la bomba a orologeria, camuffata da dispositivo radio Panasonic, in un portabagagli del KAL 858, scesero dal velivolo durante uno scalo ad Abu Dhabi e partirono per il Bahrein, dove vennero arrestati quando gli investigatori scoprirono che i loro passaporti erano falsi. Kim Seung-il morse una pillola di cianuro nascosta in una sigaretta, mentre Kim Hyon-hui venne fermata da un agente che le strappò la sigaretta di bocca quando cercò di fare lo stesso, impedendole di ingerire completamente il veleno. Ricoverata in ospedale, venne in seguito interrogata. Nell'attentato morirono 115 persone, molte delle quali erano sudcoreani che lavoravano nel settore energetico in Medio Oriente, di ritorno a casa dalle loro famiglie.
Dopo che le autorità del Bahrein si furono convinte che fosse nordcoreana, venne portata in aereo a Seul sotto stretta sorveglianza, legata e imbavagliata. In un primo momento insistette di chiamarsi Pai Chui Hui e di essere un'orfana cinese che stava viaggiando con un anziano conoscente giapponese, con il quale negò di avere un coinvolgimento sessuale, ma il fatto che parlasse soltanto cantonese, un dialetto meridionale, non era coerente con le sue presunte origini della Cina settentrionale. Durante la prigionia, venne portata diverse volte fuori dalla cella a osservare la prosperità di Seul, e le vennero fatti vedere programmi televisivi e notiziari che mostravano lo stile di vita benestante dei sudcoreani e la loro libertà di esprimere dissenso e criticare il governo, informazioni che contrastavano con ciò che le era stato insegnato in Corea del Nord, ovverosia che il Sud era un feudo estremamente povero e corrotto degli Stati Uniti. Le era stato inoltre fatto credere che l'attentato fosse necessario a favorire la riunificazione della penisola, ma vedendo la prosperità di Seul si rese conto di aver ucciso i suoi compatrioti, e cominciò a collaborare alle indagini.

### Seguito
Per il ruolo avuto nell'attentato al KAL 858, Kim venne condannata a morte da un giudice sudcoreano nel 1989, ma graziata l'anno successivo dal Presidente Roh Tae-woo, che la giudicò una semplice vittima del lavaggio del cervello perpetrato dalla famiglia regnante nordcoreana. Successivamente scrisse un'autobiografia, Tears of My Soul, di cui destinò il ricavato alle vittime dell'attentato. Rimase a vivere in Corea del Sud, in una località segreta e sotto protezione costante nel timore di rappresaglie da parte del governo nordcoreano. Nel 1997 sposò un agente sudcoreano che si era occupato del suo caso, da cui ebbe due figli.
Negli anni successivi, Kim fornì alle testate giornalistiche analisi sull'attualità in Corea del Nord. Durante la crisi coreana del 2013, suggerì alla televisione australiana che il leader Kim Jong-un fosse troppo giovane, inesperto e in difficoltà, e che stesse usando il programma nucleare soltanto per ottenere aiuti e ingraziarsi il popolo. Nel 2018, affermò in un'intervista alla BBC che la Corea del Nord avesse solo finto di essere amichevole sulla questione delle Olimpiadi invernali del 2018, e che la sua priorità fosse ancora il nucleare.